# Liste der denkmalgeschützten Objekte in Ferschnitz
Die Liste der denkmalgeschützten Objekte in Ferschnitz enthält die 7 denkmalgeschützten, unbeweglichen Objekte der Marktgemeinde Ferschnitz im niederösterreichischen Bezirk Amstetten.

## Denkmäler
| Foto |                 | Denkmal                                                            | Standort                                                  | Beschreibung | Metadaten |
| ---- | --------------- | ------------------------------------------------------------------ | --------------------------------------------------------- | --- | --- |
| ja   | Datei hochladen | Turm des Schlosses Freidegg HERIS-ID: 31135 Objekt-ID: 28064       | Freidegg 22 Standort KG: Ferschnitz                       | Laut zwei Inschrifttafeln über den Seitenportalen wurde das im Nordwesten der Marktgemeinde Ferschnitz gelegene Schloss unter Reichard Streun von Schwarzenau auf den Resten eines Vorgängerbaues von 1575 bis 1584 erbaut. | BDA-Hist.: Q37940540 Status: Bescheid Stand der BDA-Liste: 2025-06-30 Name: Turm des Schlosses Freidegg GstNr.: 1310/2 Schloss Freidegg          |
| ja   | Datei hochladen | Kath. Pfarrkirche hl. Xystus HERIS-ID: 31129 Objekt-ID: 28058      | Marktplatz 11 Standort KG: Ferschnitz                     | Eine Pfarrkirche mit einem spätgotischen Langchor (um 1499) und einem wuchtigen fünfgeschoßigen Westturm aus der Spätrenaissance. Der Hochaltar ist ein Werk von Kaspar Timpf aus den Jahren 1757 bis 1770 und die Orgel stammt aus der Werkstatt Gebrüder Mauracher (1931). | BDA-Hist.: Q37940475 Status: § 2a Stand der BDA-Liste: 2025-06-30 Name: Kath. Pfarrkirche hl. Xystus GstNr.: 88/2 Pfarrkirche Ferschnitz         |
| ja   | Datei hochladen | Pfarrhof HERIS-ID: 31131 Objekt-ID: 28060                          | Marktplatz 7 Standort KG: Ferschnitz                      | | BDA-Hist.: Q37940492 Status: § 2a Stand der BDA-Liste: 2025-06-30 Name: Pfarrhof GstNr.: 77                                                      |
| ja   | Datei hochladen | Figurenbildstock Maria Immaculata HERIS-ID: 31134 Objekt-ID: 28063 | Marktplatz 7 Standort KG: Ferschnitz                      | Die Sandsteinstatue auf dem Vorplatz des Pfarrhofs wurde um 1700 von einem Künstler aus dem Umfeld Giovanni Giulianis geschaffen. Sie zeigt die Gottesmutter Maria mit einem Sternennimbus aus Metall, stehend auf einer Erdkugel mit Mondsichel und Schlange. 1861 und 1985 wurde die Statue renoviert. | BDA-Hist.: Q37940526 Status: § 2a Stand der BDA-Liste: 2025-06-30 Name: Figurenbildstock Maria Immaculata GstNr.: 77                             |
| ja   | Datei hochladen | Bürgerhaus HERIS-ID: 31138 Objekt-ID: 28067                        | Innerochsenbach 5 Standort KG: Innerochsenbach            | | BDA-Hist.: Q37940569 Status: Bescheid Stand der BDA-Liste: 2025-06-30 Name: Bürgerhaus GstNr.: 751/1                                             |
| ja   | Datei hochladen | Schloss Senftenegg HERIS-ID: 31140 Objekt-ID: 28069seit 2020       | Senftenegg 39 Standort KG: Innerochsenbach                | Das Schloss wurde 1367 erstmals erwähnt und stammt in der heutigen Form aus dem 16. Jahrhundert. Es hat die Form eines Vierkanthofes mit zwei runden Ecktürmen mit Zeltdächern und einem Torturm mit Pyramidendach. Im Hof befinden sich Arkaden auf Säulenstümpfen und ein weiterer Laubengang. Reste eines Wehrgrabens sind erhalten, um das Schloss liegt ein Schlosspark im englischen Stil mit Nebengebäuden. | BDA-Hist.: Q105643121 Status: Bescheid Stand der BDA-Liste: 2025-06-30 Name: Schloss Senftenegg GstNr.: 1/2                                      |
| ja   | Datei hochladen | Kath. Filialkirche hl. Martin HERIS-ID: 31137 Objekt-ID: 28066     | Innerochsenbach 6, gegenüber Standort KG: Innerochsenbach | Die spätgotische Filialkirche von Innerochsenbach ist aus einer beidseitig erweiterten Saalkirche entstanden. Das Langhaus stammt aus dem frühen 16. Jahrhundert, der Chor aus dem 14. Jahrhundert. | BDA-Hist.: Q37940553 Status: § 2a Stand der BDA-Liste: 2025-06-30 Name: Kath. Filialkirche hl. Martin GstNr.: 748/2 Filialkirche Innerochsenbach |